# Litoria darlingtoni
Litoria darlingtoni är en groddjursart som först beskrevs av Arthur Loveridge 1945.  Litoria darlingtoni ingår i släktet Litoria och familjen lövgrodor. IUCN kategoriserar arten globalt som livskraftig. Inga underarter finns listade i Catalogue of Life.